# Logistikschule der Bundeswehr

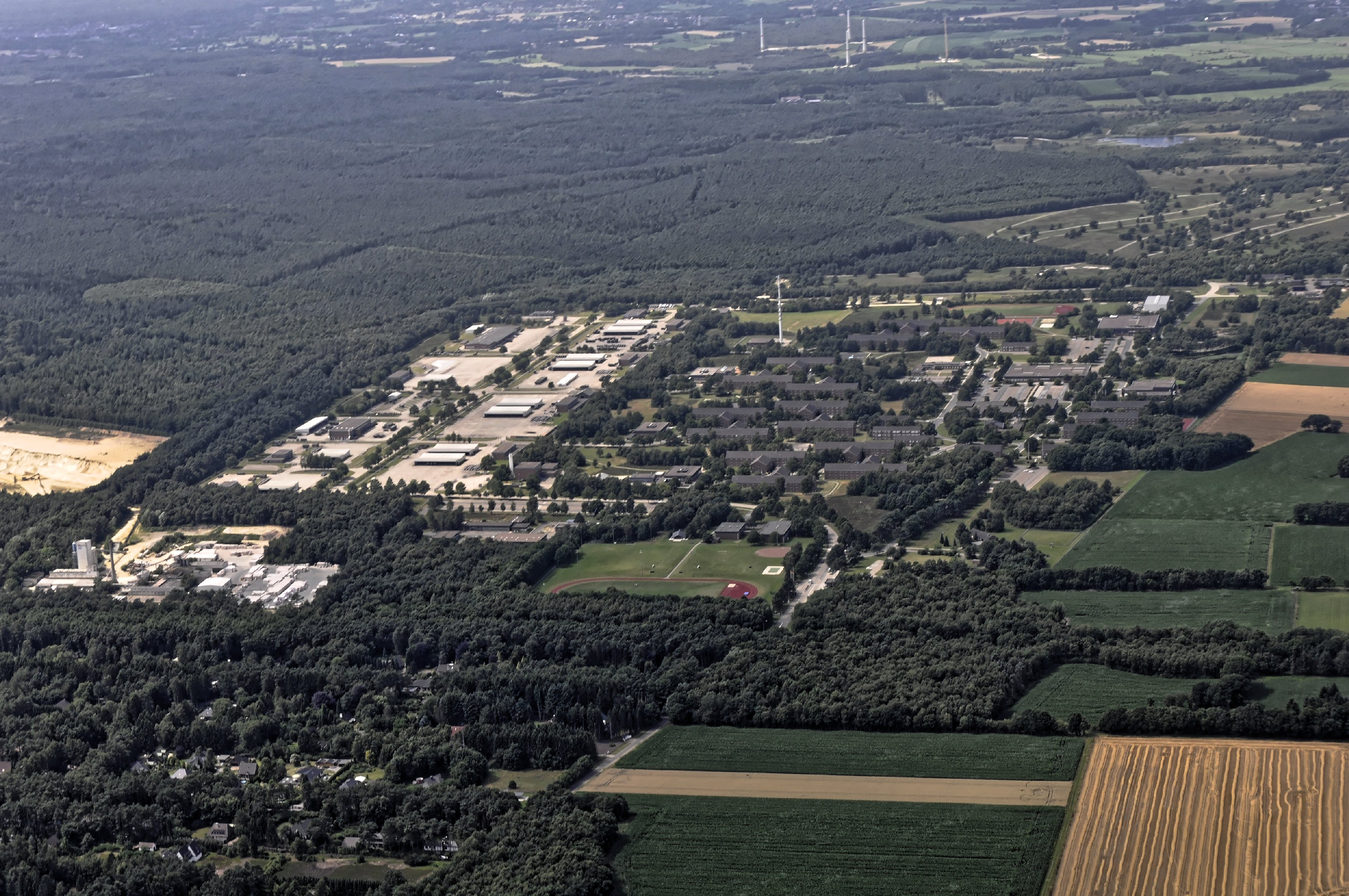
Die Logistikschule

Die Logistikschule der Bundeswehr (LogSBw) ist seit Oktober 2006 die zentrale streitkräftegemeinsame Ausbildungsstätte für die Logistiktruppe der Bundeswehr. In ihr werden Kenntnisse von Verfahren sowie Fertigkeiten der Logistik in Lehrgängen vermittelt, die zwischen den Heereslogistiktruppen (Bundeswehr) und den Logistikanteilen von Luftwaffe und Marine harmonisiert wurden. Die Schule gehört zum militärischen Unterstützungsbereich der Bundeswehr, ist dem Logistikkommando der Bundeswehr in Erfurt und ist in der Lucius-D.-Clay-Kaserne in Osterholz-Scharmbeck, Ortschaft Garlstedt, stationiert. Vorgänger war bis 2006 die Nachschubschule des Heeres (NschSH).

## Gliederung
Die Logistikschule der Bundeswehr gliedert sich neben der Schulführung seit dem 1. Januar 2019 in acht weitere Organisationselemente:
- Schulstab
- Dezernat Ausbildungsvorgaben/Evaluation/Qualitätsmanagement/Kostenleistungsrechnung/Multinationale Ausbildung (AvE)
- Bereich Lehre und Ausbildung
- Logistisches Übungszentrum
- Joint Logistics Support Group Coordination and Training Centre (JCTC)[3]
- Spezialpionierausbildungs- und Übungszentrum PUTLOS
- Dezernat Ausrüstung/Customer Product Management/Einsatzprüfung
- Bereich Zentrale Unterstützung

An die Schule ist die Logistische Lehrsammlung mit Exponaten zur Dokumentation der Geschichte der Logistik in deutschen Streitkräften angegliedert.

## Geschichte

Verbandsabzeichen Nachschubschule des Heeres, Wappen bis Oktober 2006

Die Ursprünge der Schule liegen in der Krahnenberg-Kaserne in Andernach, wo sie am 1. Juli 1956 als Quartiermeistertruppenschule (QmS) die Arbeit aufnahm. Nach dreijähriger Aufbauphase wurde sie nach Bremen-Grohn in die Roland-Kaserne verlegt und 1966 in Schule Technische Truppe 2 (STTr 2) umbenannt. 1990 erfolgte die Umbenennung in Nachschubschule des Heeres (NschSH). 1999 wurde die Schule in die Lucius-D.-Clay-Kaserne im niedersächsischen Osterholz-Scharmbeck (Ortschaft Garlstedt) verlegt. Am 1. Oktober 2006 wurde die Nachschubschule des Heeres in die Logistikschule der Bundeswehr umgewandelt.
Der Bereich Kraftfahrausbildungszentren wurde anlässlich eines Appells am 12. Juli 2018 dem Zentrum Kraftfahrwesen der Bundeswehr (ZKfWBw) in Mönchengladbach unterstellt und mit Wirkung zum 30. September 2018 aufgelöst.
Bis zum 31. März 2025 gehörte die Logistikschule zum damaligen Organisationsbereich Streitkräftebasis.

### Die Kommandeure
| Nr. | Dienstgrad     | Name              | Beginn der Amtszeit | Ende der Amtszeit |
| --- | -------------- | ----------------- | ------------------- | ----------------- |
| 8   | Brigadegeneral | Holger Draber     | 23. Februar 2023    |                   |
| 7   | Brigadegeneral | Boris Nannt       | 29. Oktober 2020    | 23. Februar 2023  |
| 6   | Brigadegeneral | André Erich Denk  | 10. Januar 2019     | 29. Oktober 2020  |
| 5   | Brigadegeneral | Stefan Lüth       | 30. Juni 2017       | 10. Januar 2019   |
| 4   | Brigadegeneral | Winfried Zimmer   | 1. Juni 2015        | 30. Juni 2017     |
| 3   | Brigadegeneral | Franz Weidhüner   | 30. Oktober 2012    | 1. Juni 2015      |
| 2   | Brigadegeneral | Hartwig Tarnowski | 25. März 2010       | 30. Oktober 2012  |
| 1   | Brigadegeneral | Harry Richter     | 1. Oktober 2006     | 25. März 2010     |

### Die stellvertretenden Kommandeure
| Nr. | Dienstgrad | Name               | Beginn der Amtszeit | Ende der Amtszeit  |
| --- | ---------- | ------------------ | ------------------- | ------------------ |
| 3   | Oberst     | Andreas Bock       | 13. September 2023  | –                  |
| 3   | Oberst     | Klaus-D. Betz      | 19. Dezember 2014   | 13. September 2023 |
| 2   | Oberst     | Helmut Geyer       | 13. Dezember 2012   | 19. Dezember 2014  |
| 1   | Oberst     | Hans-Otto Drotleff | 1. Oktober 2006     | 13. Dezember 2012  |

### Kommandeure der Nachschubschule des Heeres
| Dienstgrad     | Name              | Beginn der Amtszeit | Ende der Amtszeit |
| -------------- | ----------------- | ------------------- | ----------------- |
| Brigadegeneral | Hans-Joachim Lühr | 1. Juli 1997        | 30. April 2003    |